# Врбашка
Врбашка је насељено мјесто на подручју града Градишка, Република Српска, БиХ. Према попису становништва из 1991. у насељу је живјело 1.057 становника.

## Становништво
| Националност       | 1991.          | 1981.        | 1971.        |
| Срби               | 1.000 (94,60%) | 976 (94,39%) | 952 (96,94%) |
| Хрвати             | 6 (0,56%)      | 16 (1,54%)   | 17 (1,73%)   |
| Југословени        | 30 (2,83%)     | 36 (3,48%)   | 1 (0,10%)    |
| остали и непознато | 21 (1,98%)     | 6 (0,58%)    | 12 (1,22%)   |
| Укупно             | 1.057          | 1.034        | 982          |

| Демографија | Демографија | Демографија |
| Година      | Становника  | Становника  |
| ----------- | ----------- | ----------- |
| 1961.       | 1.003       |             |
| 1971.       | 982         |             |
| 1981.       | 1.034       |             |
| 1991.       | 1.068       |             |